# Roseanne Barr

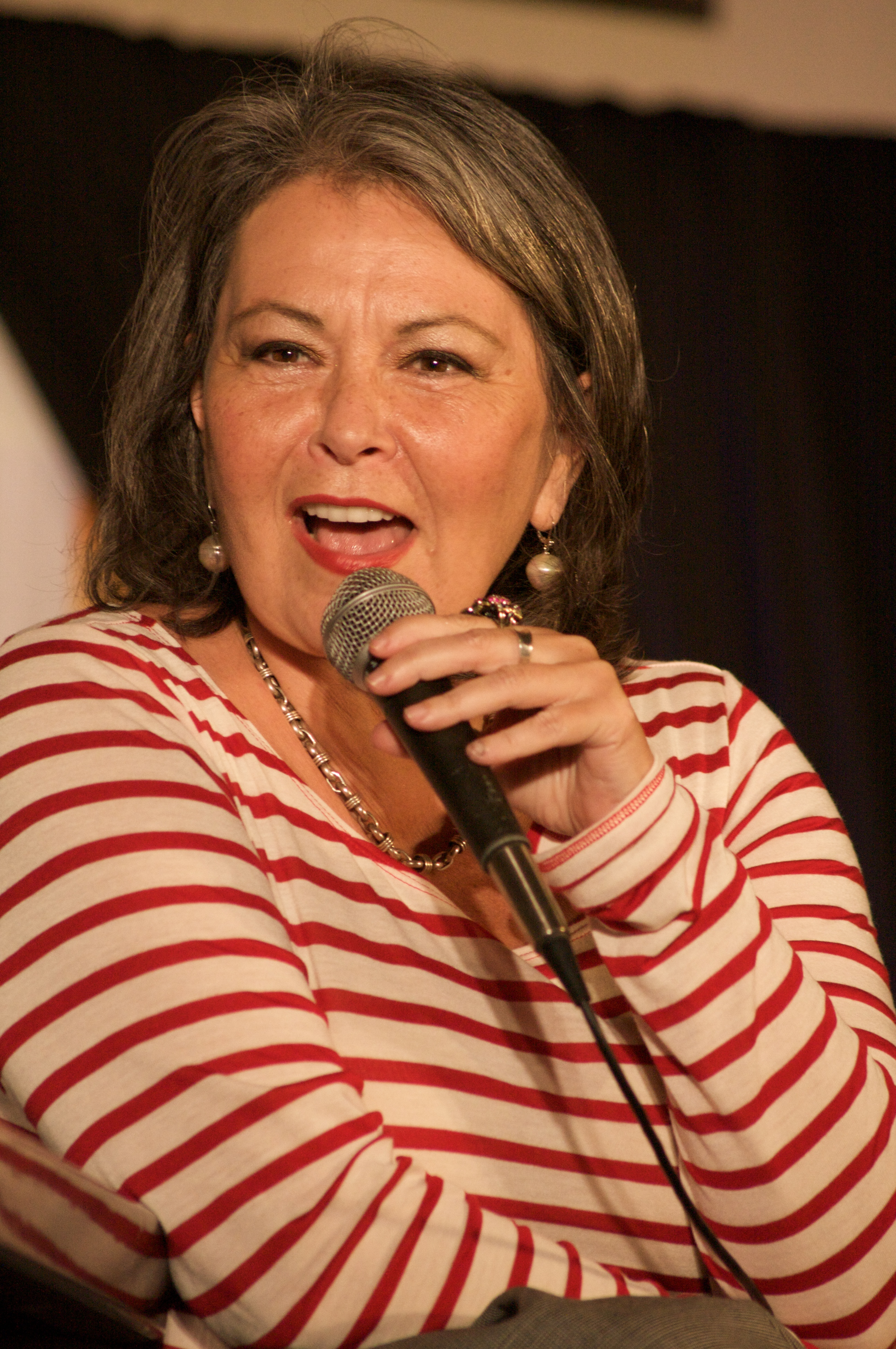
Roseanne Barr (2010)

Roseanne Cherrie Barr (* 3. November 1952 in Salt Lake City, Utah) ist eine US-amerikanische Komikerin, Schauspielerin, Moderatorin, Autorin, Produzentin und Politikerin. Bekannt wurde sie insbesondere durch die Sitcom Roseanne (1988–1997, 2018).

## Biografie
Barrs Mutter Helen war als Buchhalterin und Kassiererin tätig, ihr Vater Hershel „Jerry“ arbeitete als Vertreter diverser Unternehmen. Die Familie Barr, deren ursprünglicher Name „Borisofsky“ lautete, ist jüdischer Abstammung und kann ihre Wurzeln bis nach Russland, Litauen, Österreich-Ungarn und die Ukraine verfolgen. Mit 16 Jahren wurde Roseanne von einem Auto angefahren und überlebte nur knapp. 1974 heiratete sie ein erstes Mal und hatte mit ihrem Mann drei Kinder. Bereits 1971 hatte Barr eine uneheliche Tochter zur Welt gebracht und zur Adoption freigegeben. Erst 18 Jahre später trafen sich die beiden; seitdem hat die Tochter zeitweise für ihre Mutter gearbeitet.
Barr arbeitete in ihren frühen Jahren zunächst als Schaufenster-Dekorateurin und Kellnerin in Denver. Gelegentlich arbeitete sie auch als Prostituierte, um überleben zu können. Ab den 1980er Jahren entwickelte sie sich zu einer der beliebtesten Stand-up-Komikerinnen der Vereinigten Staaten und stellte für ihr Publikum die typische Hausfrau der US-amerikanischen Arbeiterklasse dar. Nachdem sie durch einige Auftritte im Fernsehen ihren Bekanntheitsgrad erweitern konnte, versuchte sie sich 1987 mit ihrem eigenen Special The Roseanne Barr Show, für das sie den American Comedy Award erhielt.
1988 startete auf dem Sender ABC die Sitcom Roseanne, die erfolgreich ganze neun Jahre laufen und Barr den Durchbruch als Komikerin und Schauspielerin bringen sollte. Auch hier stellte sie eine Arbeiter-Hausfrau namens „Roseanne Conner“ dar, an der Seite von John Goodman als ihrem Ehemann „Dan“ und Laurie Metcalf als ihrer Schwester „Jackie“. In dieser Serie wurden die typischen Probleme der amerikanischen Arbeiterfamilien, so beispielsweise auch Homosexualität, Diskriminierung, Gewalt und andere Tabuthemen, aufgegriffen. Barr zeichnete für mehrere Episoden auch als Produzentin, Drehbuchautorin und Regisseurin verantwortlich. Vorbild der Serie waren Barrs Erlebnisse mit ihrer tatsächlichen Familie. Zwischen ihr und dem weiteren Drehbuchautor Matt Williams kam es dabei zu zahlreichen künstlerischen Differenzen, wie sich die Serie entwickeln sollte, was in Williams’ Abgang nach der dreizehnten Folge gipfelte.
Am Set von Roseanne verliebte sich Barr in den Produzenten und Nebendarsteller der Serie, Tom Arnold. Kurz nach ihrer Scheidung von ihrem ersten Mann heiratete sie Arnold 1990; die Ehe hielt aber kaum vier Jahre.
1989 gelang ihr als Gegenspielerin von Meryl Streep in der Schwarzen Komödie Die Teufelin nach dem Roman The Life and Loves of a She-Devil der britischen Feministin Fay Weldon der Sprung auf die internationalen Kino-Leinwände. Im selben Jahr erschien auch ihre Autobiografie My Life as a Woman. In den Folgejahren trat Barr immer wieder in kleineren Rollen in verschiedenen Kino- und Fernsehfilmen auf. 1990 lieh sie ihre Stimme dem Baby „Julie“ in der erfolgreichen Filmkomödie Kuck mal, wer da spricht 2 und wurde daraufhin für die Goldene Himbeere als Schlechteste Nebendarstellerin nominiert. Die Teufelin ist ihre bislang einzige Kino-Hauptrolle gewesen.
1991 sagte Roseanne Barr gegenüber dem Magazin People, sie sei durch ihre Eltern physisch und sexuell misshandelt worden. Die Eltern dementierten die Vorwürfe. Ihre Schwester Geraldine war einige Jahre als ihre Managerin tätig. 1990 kündigte Barr Geraldine. Eine Klage ihrer Schwester auf 70 Millionen US-Dollar verlief erfolglos. Im Streit warf ihre Schwester ihr auch vor, die Misshandlungen durch die Eltern erfunden zu haben und von ihrem damaligen Mann Tom Arnold manipuliert worden zu sein.
Am 25. Juli 1990 sorgte sie für einen Skandal, als sie die US-amerikanische Nationalhymne The Star-Spangled Banner vor dem Beginn eines Baseballspiels im kalifornischen San Diego mit völlig schiefer Intonation sang und auf Wunsch von Baseballfunktionären, Komik in die Präsentation zu bringen, nach der Nationalhymne als Parodie auf typische Baseballspielerverhaltensweisen auf den Boden spuckte. Diesen Vorfall kommentierte sie mit „I was trying to be funny. Sometimes you can’t tell if it’s funny or not, I guess.“ („Ich versuchte witzig zu sein. Manchmal kann man eben nicht genau sagen, ob es witzig ist oder nicht, denke ich.“) und parodierte ihn später einige Male selbst im Fernsehen.
In den nächsten Jahren ließ Barr mehrere Schönheitsoperationen vornehmen; diese körperlichen Veränderungen und Entwicklungen ließen sich in ihrer Serie Roseanne beobachten. Später sagte Barr, dass einige dieser Operationen aus gesundheitlichen Gründen vorgenommen worden seien, darunter eine Brustverkleinerung zur Entlastung des Rückens.
1991/1992 moderierte Barr vier Folgen der erfolgreichen Unterhaltungsshow Saturday Night Live. Sie trat außerdem auch als Moderatorin weiterer Veranstaltungen hervor, etwa Free to Laugh: A Comedy and Music Special for Amnesty International 1992 und der Verleihung der MTV Movie Awards 1994. 1993 wurde sie mit dem Golden Globe Award und dem Emmy für ihre Rolle der Roseanne ausgezeichnet. 1995 heiratete sie den Schauspieler Ben Thomas, mit dem sie einen gemeinsamen Sohn hat, ließ sich von ihm jedoch 2002 scheiden. Ab Mai 1997 spielte sie die „Hexe des Westens“ in der Theateradaption des Zauberers von Oz im Madison Square Garden.
In den Folgejahren hatte Barr Gastauftritte in verschiedenen Fernsehserien, unter anderem in General Hospital, Futurama, Die Nanny und My Name Is Earl. Von 1998 bis 2000 hatte sie ihre eigene Talkshow unter dem Titel The Roseanne Show, die im Gegensatz zur Sitcom Roseanne nicht erfolgreich war. Im Sommer 2003 versuchte sie sich als Moderatorin der Kochshow Domestic Goddess, parallel dazu sollte die Reality-Show The Real Roseanne Show – die sich um die Moderation von Domestic Goddess drehte – laufen, doch aufgrund einer Gebärmuttererkrankung Barrs wurden beide Sendungen prompt abgesetzt und nicht wieder aufgenommen. 2007 moderierte sie eine Staffel der Sendung The Search for the Funniest Mom in America. 2011 veröffentlichte sie ihr Buch Roseannearchy: Dispatches from the Nut Farm.
In ihrem Blog kritisierte Barr andere Prominente teilweise sehr scharf, in der Boulevardpresse sorgte insbesondere ihr Angriff auf Angelina Jolie und Brad Pitt für Empörung. Sie warf Pitt und Jolie eine „geistlose“ Inszenierung von Spenden vor, die nur einen Bruchteil ihrer Einnahmen aus „psychotischen“ Filmen ausmachen, gab jedoch an, nur das Medienbild zu attackieren und nicht die Personen selbst, die sie nicht kenne.
Barr genießt aus medizinischen Gründen den Status einer „Marihuana-Patientin“ (“Medical-Marijuana-Patient”), die Cannabisprodukte legal in den entsprechenden Ausgabestellen erwerben darf, und setzt sich für eine vollständige Legalisierung von Cannabis ein.

## Politische Positionen
Barr kündigte 2011 an, für die Präsidentschaftswahl in den Vereinigten Staaten 2012 mit einer neuen Green Tea Party zu kandidieren.
Allerdings erhielt Barr bei den Grünen nicht ausreichend Stimmen, sodass sie am 4. und 5. August 2012 auf dem Parteitag der Peace and Freedom Party zu deren Kandidatin gewählt wurde. Einige ihrer Programmpunkte sind die Gleichstellung der Schwulen und Lesben sowie die Legalisierung der Droge Marihuana als Medikament und Änderungen im Bankensystem, um die „Versklavung der Menschen“ zu beenden.
In der Folgezeit näherte sich Barr immer stärker dem Umfeld von Donald Trump an und verbreitete Verschwörungstheorien aus dem extrem rechten Spektrum der Trump-Unterstützer, so zum Beispiel die von QAnon wiederholte Behauptung, hochrangige Mitglieder der Demokratischen Partei seien an einem internationalen Kinderhändlerring beteiligt. Sie versuchte, per Twitter mit QAnon in Kontakt zu treten.
Im Mai 2018 wurde sie nach einem rassistischen Tweet über die afroamerikanische Politikerin Valerie Jarrett von ihrem Sender ABC entlassen.
Anfang April 2020 äußerte Barr in einem Interview, die Covid-19-Pandemie sei ein Plan, um ihre wohlhabende Generation zu beseitigen und an deren Vermögen zu kommen. Sie führte nicht aus, wer diesen Plan verfolge.
Im Juni 2023 fiel sie in einem Podcast durch antisemitische Äußerungen auf: Im Holocaust sei niemand gestorben. Das sei die Wahrheit. Der Moderator des Podcasts erklärte, sie habe das sarkastisch gemeint und das Zitat sei aus dem Zusammenhang gerissen. Zur zweiten Amtseinführung von Donald Trump veröffentlichte sie im Januar 2025 zusammen mit dem kanadischen Rapper Tom MacDonald den Song Daddy's Home, der den Wiedereinzug Trumps ins Weiße Haus feierte, die Gegner Trumps verspottete und in dem Barr äußerte, dass man versucht habe sie zu canceln und ihr Rassismus zu unterstellen, was aber misslungen sei. Zudem machte sie sich über Transgeschlechtlichkeit lustig.

## Sonstiges
Im deutschen Sprachraum wird Barr von Regina Lemnitz synchronisiert.

## Filmografie

### Kinofilme
- 1989: Die Teufelin (She-Devil)
- 1990: Kuck mal, wer da spricht 2 (Look Who’s Talkin’ Too, Stimme)
- 1990: Nightmare 6: Freddys Finale (Freddy’s Dead: The Final Nightmare)
- 1993: Even Cowgirls Get the Blues
- 1995: Blue in the Face – Alles blauer Dunst (Blue in the Face)
- 1997: Wally Sparks – König des schlechten Geschmacks (Meet Wally Sparks)
- 2000: Cecil B. Demented
- 2001: 15 Minuten Ruhm (15 Minutes)
- 2004: Die Kühe sind los (Home on the Range, Stimme)
- 2014: Master of the Good Name (als Grandma Ruth)

### Fernsehfilme
- 1991: Die Mütter-Mannschaft (Backfield in Motion)
- 1993: The Woman Who Loved Elvis

### Fernsehspecials
- 1987: On Location: The Roseanne Barr Show
- 1991: Class Clowns (mit Bill Cosby)
- 1991: Roseanne Barr Live from Trump Castle
- 1992: Roseanne and Tom: Getting Away with It (mit Tom Arnold)
- 1992: Roseanne Arnold
- 1992: The Rosey & Buddy Show (mit Tom Arnold)
- 2006: Roseanne Barr: Blonde ’N Bitchin
- 2012: The Roast of Roseanne[21]
- 2016: Roseanne For President! (Dokumentation über die Präsidentschaftswahl 2012)

### Fernsehserien
- 1988–1997: Roseanne (Fernsehserie, Hauptdarstellerin 222 Folgen)
- 1990–1991: Little Rosie (Zeichentrickserie)
- 1997: Hinterm Mond gleich links (3rd Rock from the Sun, 2 Folgen 3.01 und 3.02)
- 1997: Die Nanny (The Nanny, Folge 5.01 Der Morgen danach)
- 1998–2000: The Roseanne Show
- 2003: Domestic Goddess
- 2003: The Real Roseanne Show
- 2006: My Name is Earl
- 2007: The Search for the Funniest Mom in America
- 2013–2014: Teenage Mutant Ninja Turtles (Stimme für Kraang Prime, 6 Folgen)
- 2013: The Millers (Gastauftritt)
- 2013: Das Büro (Gastauftritt)
- 2015: Cristela (Fernsehserie, 2 Folgen als Veronica)
- 2018: Roseanne (Fernsehserie, Fortsetzung 10. Staffel)

## Auszeichnungen
Golden Globe Award
Auszeichnung
- 1993: Beste Serien-Hauptdarstellerin – Komödie oder Musical (Roseanne)

Nominierungen
- 1989: Beste Serien-Hauptdarstellerin – Komödie oder Musical (Roseanne)
- 1991: Beste Serien-Hauptdarstellerin – Komödie oder Musical (Roseanne)
- 1992: Beste Serien-Hauptdarstellerin – Komödie oder Musical (Roseanne)
- 1994: Beste Serien-Hauptdarstellerin – Komödie oder Musical (Roseanne)

Emmy
Auszeichnung
- 1993: Herausragende Hauptdarstellerin in einer Comedyserie (Roseanne)

Nominierungen
- 1992: Herausragende Hauptdarstellerin in einer Comedyserie (Roseanne)
- 1994: Herausragende Hauptdarstellerin in einer Comedyserie (Roseanne)
- 1995: Herausragende Hauptdarstellerin in einer Comedyserie (Roseanne)
- 1999: Herausragende Talkshow-Moderatorin (The Roseanne Show)

American Comedy Award
Auszeichnungen
- 1988: Lustigste Darstellerin in einem Fernsehspecial (On Location: The Roseanne Barr Show)
- 1989: Lustigste Hauptdarstellerin in einer Fernsehserie (Roseanne)
- 1989: Lustigste Stand-up-Komikerin
- 1993: Lustigste Hauptdarstellerin in einer Fernsehserie (Roseanne)

Nominierungen
- 1990: Lustigste Hauptdarstellerin in einer Fernsehserie (Roseanne)
- 1991: Lustigste Hauptdarstellerin in einer Fernsehserie (Roseanne)
- 1992: Lustigste Hauptdarstellerin in einer Fernsehserie (Roseanne)
- 1994: Lustigste Hauptdarstellerin in einer Fernsehserie (Roseanne)
- 1995: Lustigste Hauptdarstellerin in einer Fernsehserie (Roseanne)
- 1996: Lustigste Hauptdarstellerin in einer Fernsehserie (Roseanne)

People’s Choice Award
Auszeichnungen
- 1989: Beliebteste Darstellerin in einer neuen Fernsehsendung
- 1990: Beliebteste Fernsehschauspielerin
- 1990: Beliebteste Allround-Entertainerin
- 1994: Beliebteste Fernsehschauspielerin
- 1995: Beliebteste Fernsehschauspielerin

Nominierungen
- 1989: Beliebteste Komödienfilmschauspielerin
- 1991: Beliebteste Fernsehschauspielerin
- 1992: Beliebteste Fernsehschauspielerin
- 1993: Beliebteste Fernsehschauspielerin

Weitere Auszeichnungen
- 1989: Golden Apple Award
- 1991: Schwedischer Abendblattpreis als Bester ausländischer weiblicher Fernsehstar
- 1992: Kid’s Choice Award als Beliebteste Fernsehschauspielerin (Roseanne)
- 1992: Stern auf dem Hollywood Walk of Fame am Standort 6767 Hollywood Boulevard
- 1993: GLAAD Media Vanguard Award, zusammen mit Tom Arnold
- 2008: TV Land Innovator Award (Roseanne)